# Boeing 702
Boeing 702 (também referido como BSS-702) é uma família de plataformas de satélite de comunicação projetada e fabricada pela Boeing Satellite Development Center. Ela engloba satélites de 1.500 até 6.100 kg e com saídas de potência de 3 a 18 kW e podem transportar mais de 100 transponders de alta potência.